# Olle Ericsson
Olle Ericsson   (Kumla, 1 de juny de 1890 - Örebro, 25 de juliol de 1950) va ser un tirador suec que va competir durant la dècada de 1920 i 1930.
El 1920 va prendre part en els Jocs Olímpics d'Anvers, on va guanyar la medalla de bronze en la competició de rifle militar 300 metres, drets per equips del programa de tir.
Quatre anys més tard, als Jocs de París, disputà tres proves del programa de tir. Destaca la setena posició en la prova de rifle lliure per equips.
En el seu palmarès també destaquen fins a 21 medalles en diferents proves del Campionat del món, quatre d'elles d'or, entre 1927 i 1937.